# История Непала
В течение столетий территория Непала то расширялась, захватывая обширную часть современной северной Индии, то сжималась до размеров, едва превышающих территорию Катманду и нескольких соседних городов-государств.

## Первобытное общество
Хозяйственный, культурный, политический и религиозный центр Непала на протяжении всей его истории — долина Катманду — образовалась около 100 000 лет назад на месте завального (подпрудного) озера в результате его катастрофического спуска после прорыва завала в ущелье Чобар. Происхождение долины издревле верно понимало местное население. Прорыв завала индуисты приписывают молниям Кришны, буддистское меньшинство-бодхисаттва—бодхисаттве Манджушри, с помощью волшебного меча.
Потомки автохтонов — лесные кусунда, сохранявшие свой изолированный язык и родственные им чепанг.

## Кираты
Письменная история начинается с прибытия в Непал киратов (вкл. племена: раи (бахинг), сунвары) — монголоидного народа в VII—VIII веках до н. э. Первые киратские короли упоминаются в Махабхарате. В это время буддизм проник в Непал, утверждают также что во время правления седьмого киратского короля Будда и его ученик Ананда посетили Непал и останавливались в Патане.
Во втором веке до н. э. индийский царь Ашока посетил Непал и воздвиг стелу на месте рождения Будды в Лумбини, до сегодняшнего дня сохранились четыре большие ступы в городе Патан в долине Катманду. Считается также, что именно Ашока воздвиг знаменитые ступы Сваямбунат и Бодхнат.

## Личави
Влияние буддизма стало ослабевать, а индуизм стал занимать господствующее положение во времена доминирования индоевропейского племени Личчави, вторгшегося в долину Катманду из северной Индии около 300 года и свергшего последнего царя Кирати. Начало правления Личчави отмечено внедрением кастовой системы, официально существующей в Непале до сих пор. Вместе с тем, Личчави заложили основы последующих впечатляющих достижений непальцев в архитектуре и искусстве. Наибольшего политического и военного могущества Личчави достигли при Манадеве I, о чём свидетельствует надпись в храме Чангу Нараян в восточной части долины Катманду, датируемая 476 годом. Его преемник Манадева II оставил после себя множество надписей на камнях, главным образом восхваляющих достоинства его матери.

## Тхакури
Непалом правило три разных династии Тхакури.
Первый король династии Тхакури Амсуварман пришёл к власти в 602 году. В это время Непал играл важную роль, находясь на торговых путях между Индией, Тибетом и Китаем. Непал пережил немало войн, вторжений и смут. Дочь Амсувармана Бхрикути вышла замуж за тибетского принца (что вновь усилило позиции буддизма в Непале), получив в качестве приданого несколько священных реликвий — личных вещей Будды. Считается, что она была реинкарнацией богини Зелёной Тары. В то же время её отец Амсуварман воздвиг замечательный по красоте и пышности убранства 7-этажный дворец в Деопатане недалеко от храмового комплекса Пашупатинат. Из китайских источников известно о том, что король Нарендрадева (кит. 那陵提婆 Налинтипо) (643—679) получил престол благодаря вмешательству тибетцев, которые помогли ему в борьбе с дядей, узурпировавшим престол. Во время миссии Ли Ибяо и Ван Сюань-цэ они встречали Нарендрадеву в Тибете, где он временно укрывался.
Династия Амсувармана была первой из трёх династий Тхакури, и хотя столетия их правления были отмечены многочисленными вторжениями врагов и внутренними смутами, удачное положение долины Катманду позволило королевству уцелеть в вихре истории и даже достичь существенного прогресса во всех областях. Считается, что город Кантипур (сегодняшний Катманду) основан в X веке царём Гунакамадевой. Его дворец Кастхамандап (Дом Дерева) дал городу его нынешнее название. Дворец этот и сейчас можно видеть на площади Дурбар.
Непальские пагоды в VII веке были переняты в Китае, а потом этот стиль распространился также на другие страны, включая Японию. Непальские художники, архитекторы, ремесленники активно приглашались в другие страны. Через Непал распространялся буддизм, однако в современном Непале преобладает индуизм.

### Непал в китайских источниках
С приходом к власти династии Тан в Китае возрос интерес к западным регионам. Благодаря переводчикам буддийских сутр, китайцы получили сведения о стране Ниполо (泥婆羅) — Непале, которые были внесены в династийные хроники.
Правитель. Правитель надевает наряд, украшенный бахромой из жемчуга, красного коралла, шариков из раковин тридакн, стеклом, янтарём. В ушах тяжёлые серьги. Носит короткий меч. Трон утверждён на спине золотого льва. Министры сидят на земле. В тронном зале воскуряют благовония.
Обычаи. Мужчины подстригают волосы спереди по уровню бровей, а с боков сворачивают их и спускают за ушами до плеч. Одежда состоит из одного куска ткани. Днём несколько раз умываются. Едят руками, используя медную посуду. Любят азартные игры. Дома строят из дерева, стены внутри расписывают. Искусны в астрологии.
Хозяйство. Добыча красной меди, разведение яков. Вообще мало занимаются земледелием, на буйволах не пашут. Искусные торговцы. Чеканят медную монету с человеческим профилем на аверсе и изображение быка и лошади на реверсе.
Религия. Поклоняются небесному богу. Делают его изображения из камня, ежедневно их моют и приносят баранов в жертву.
Достопримечательности. Есть 7-этажная пагода с медной черепицей. Колонны и коньки крыши украшены драгоценными камнями. Внизу по четырём углам сделаны фонтаны в виде золотых драконов, вода из их пастей льётся в медные бассейны, которые сделаны вокруг пагоды.

## Малла
Согласно легенде, в 1200 году царь Аридева занимался борьбой, когда ему сообщили о рождении сына. Обрадованный царь немедленно пожаловал сына титулом «малла» (malla) — «борец». Таким образом якобы было положено начало династии Малла, оставившей наиболее заметный след в истории Непала обилием сохранившихся по сей день великолепных архитектурных памятников, в значительной степени сформировавших облик страны в глазах остального мира. Недаром эпоха правления Малла носит название «Золотая Эра». Тем не менее, начало правление Малла пришлось на очень плохие времена: катастрофическое землетрясение унесло жизни многих тысяч жителей долины Катманду, завоеватели, вторгшиеся с северо-запада, захватили и разрушили Патан в 1311 г.
Малла являлись последователями индуистского культа бога Шивы (создателя и разрушителя), но в то же время их считали реинкарнацией бога Вишну (охранителя), а их веротерпимость по отношению к буддизму привело к процветанию в Непале тантрической (гималайской) формы буддизма. Наиболее известным из первых правителей Малла был Хари Сингх (1325—1330.), при котором покровительницей королевского рода была признана богиня Таледжу Бхавани. Иногда народ невари определяют как потомков этого царя.
Во времена правления Малла усилилась роль аристократии и вместе с нею кастовое деление стало более жёстким. Это привело к фактическому распаду страны на множество городов-государств с часто сменяющимися правителями. Этот процесс был также стимулирован вторжением исламских завоевателей из Бенгалии, которые вытеснили индуистское и буддистское население севера Индии с равнин в предгорья, Непала, где в то время было основано свыше 46 городов-государств, имевших каждое свою крошечную армию и чеканивших каждое свою собственную монету.
В долине Катманду в то время существовало 3 наиболее могущественных города-государства — Катманду, Патан и Бхактапур, имевшие каждый своего царя. Именно в эти времена было начато сооружение наиболее значительных храмовых комплексов. Каждый город имел своим центром площадь при королевском дворце, вокруг которого группировались дворцы высшей аристократии и дома представителей привилегированных каст. Города были окружены высокими оборонительными стенами.
Однако, в 1372 году основатель 3-й династии царей Малла Джаястхити Малла завоевал сперва Патан, а затем 10 лет спустя и Бхактапур, и, таким образом, объединил всю долину в одно государство.
В XIV веке культура и искусство Малла достигли пика своего развития. Во времена правления Якши Малла (1428—1482 год) пределы королевства расширились на юге до реки Ганга, на север — до границы с Тибетом, на западе — до долины реки Кали Гандаки, на восток — до Сиккима. Тем не менее, немедленно после смерти этого правителя Непал вновь распался на множество враждовавших между собою княжеств, что не мешало, как ни странно, процветанию торговли, земледелия и ремёсел и строительству огромного числа замечательных по архитектуре храмов с характерными скульптурами правителей на колоннах, обращённых лицом к их приватным молельным помещениям. Скорее всего, объединению страны в то время не было серьёзных экономических предпосылок, причины были скорее военно-политическими и крылись в амбициях конкретных правителей.

## Кхасские государства

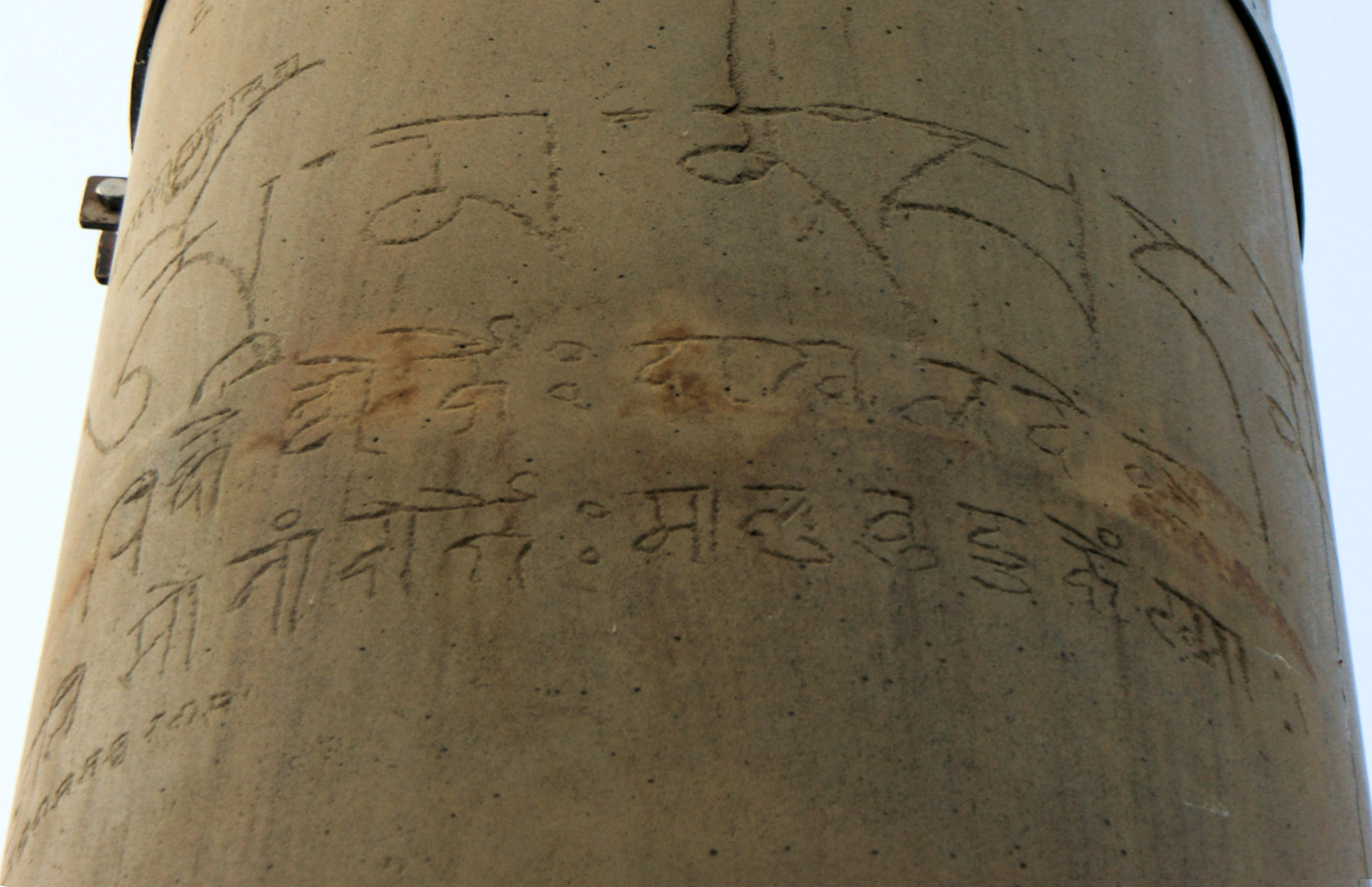
Колонна в Лумбини с надписью, прославляющей правителя государства Кхасараджья Рипу Малла (начало XIV века)

В XI веке запад Непала был заселен кхасами, которые в XII-XIV веках стали этнической основой государства Кхасараджья («Государство кхасов»). В XII веке началось переселение кхасов в Гималаи, что было вызвано мусульманскими завоеваниями в Северной Индии. Они принесли в Непал с собой индуизм и кастовую систему, и затем правители Кхасараджья стали распространять свою власть к востоку от реки Бхери, на территорию с тибето-бирманским населением. Одновременно происходило и расселение кхасов на восток вдоль Гималаев. После распада государства Кхасараджья в конце XIV века в Западном Непале сложилась конфедерация княжеств Баиси (дословно «22 княжества»), а несколько позднее — конфедерация Чаубиси (Чоубиси; «24 княжества»). На востоке кхасского региона располагалось самостоятельное княжество Горкха, которое не входило в состав Чоубиси, несмотря на тесные связи со своими западными соседями.

## Династия Шах

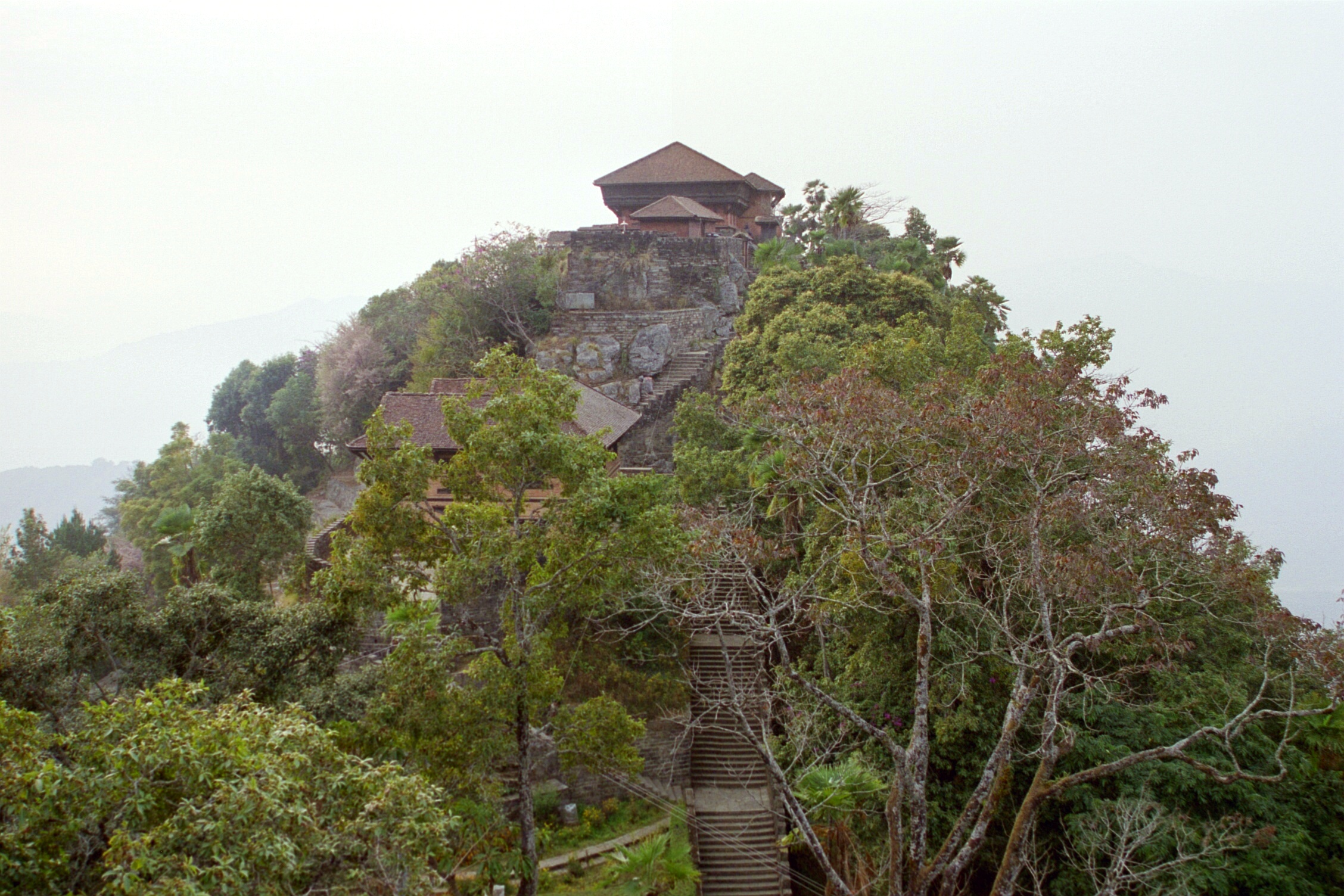
Старый королевский дворец (дарбар) в Горкхе

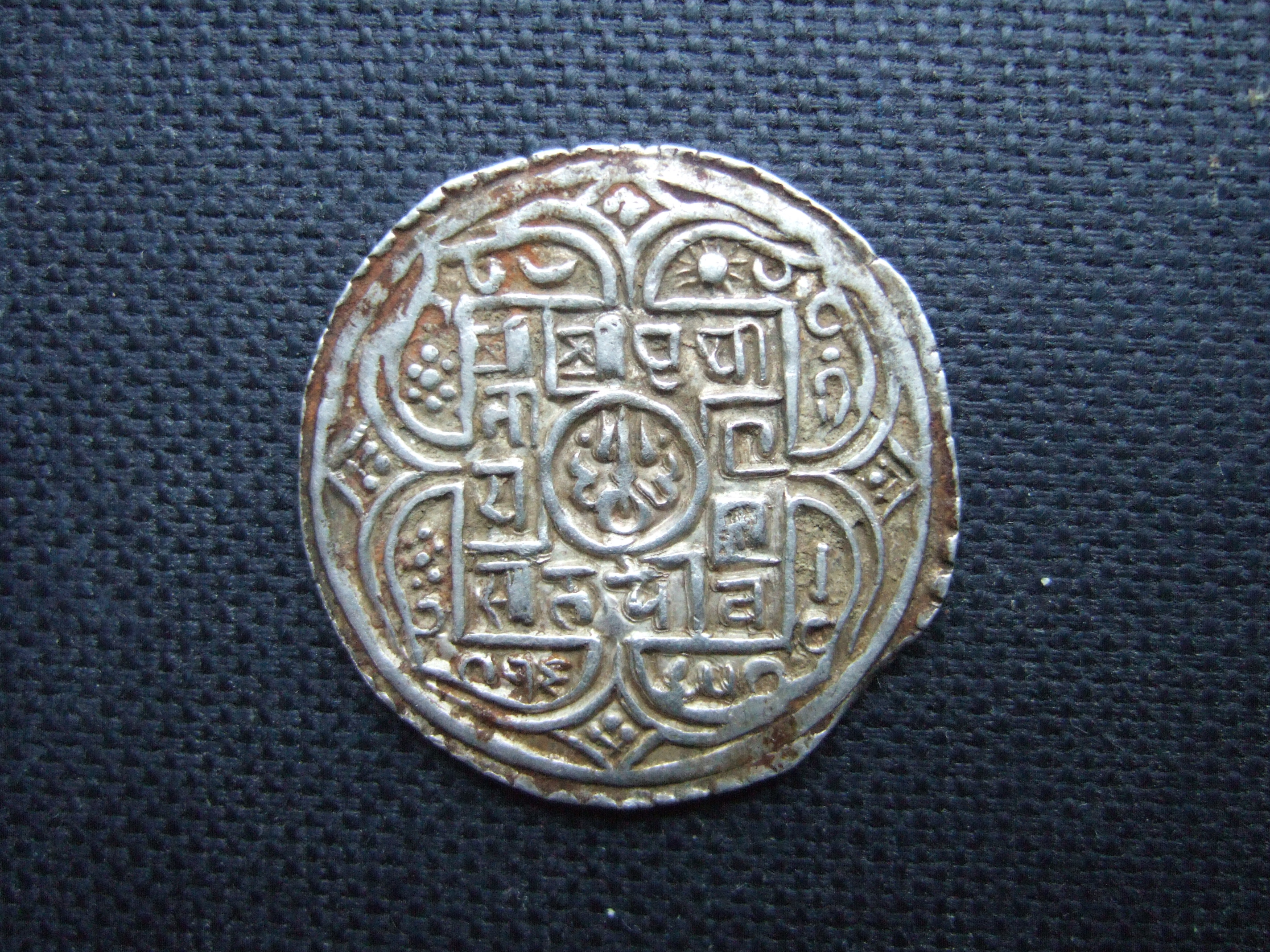
Мохар (монета) царя Горкхи Притхви Нараян Шаха, датируемый 1685-м годом сакской эры (1763 год н.э.)

В то время как города-государства Малла враждовали друг с другом, к западу от Катманду на середине пути к Покхаре набирало силу маленькое королевство Горкха, управляемое династией Шах. В 1768 году 9-й царь этой династии Притхви Нараян Шах завоевал долину Катманду и перенёс в Катманду свою столицу.
Экспансии воинственных гуркхов (к началу XIX века подчинили земли от Кашмира до Сиккима) положили предел британской колонизации в Индии, против Тибета - ответный поход цинского полководца Фуканъаня в 1792 году, в результате которого Непал стал, по договору, данником Цинской империи до её падения в 1912 году (этим же договором установлена нынешняя китайско-непальская граница). Набеги гуркхов и борьба их за Тераи (лесная полоса к югу от предгорий Гималаев) привели к Англо-непальской войне (1814—1816 годов), в результате которой по Сугаульскому договору 1816 года Непал потерял половину своей территории, включая Сикким и большую часть Тераев, были установлены его современные восточная и западная границы. Был допущен английский резидент для контроля за внешней политикой Непала. С этого времени мужественные и воинственные гуркхи служат наёмниками в английских колониальных войсках (за участие в подавлении Восстания сипаев Непал в 1858 году вознаградили территориально и была установлена современная южная граница страны), ныне — контрактниками в элитных частях индийской армии.

## Династия премьер-министров Рана
15 сентября 1846 года заговорщики во главе с Джанг Бахадуром — молодым амбициозным и жестоким аристократом из касты чхетри на западе Непала — совершили кровавый дворцовый переворот, названный «Резнёй в Кот». «Кот» — название двора при особняке возле Дворцовой площади в Катманду (Дурбар), где заговорщики убили несколько сот собравшихся там на приём представителей самых знатных родов Непала. Джанг Бахадур присвоил себе титул премьер-министра, заодно поменяв фамилию на более престижную — Рана. Позже он также стал называть себя махараджей и сделал свой титул наследственным. Чтобы сделать свою власть более легитимной, члены его семьи вступили в браки с представителями королевской семьи Шах. Джанг Бахадур Рана один произвёл на свет более 100 потомков. Таким образом, в стране появилась вторая «королевская» династия, причём Рана сосредоточили в своих руках реальную власть, оставив Шахам роль номинальных правителей.
Рана (династия) запретили Сати (ритуал), принудительный труд и основали в Катманду несколько школ и колледжей, однако запрещали пребывание в Непале европейцев (кроме миссии британского резидента). Самоизоляция вела к застою и отсталости страны. Только в конце 1940-х-начале 1950-х годов было сделано исключение для экспедиций альпинистов:
- У. Тилмана в 1939 году в Лангтанг, Намче-Базар (Namche Bazaar) и верховья ледника Кхумбу, первовосхождение на скалу Кала Паттар
- М. Эрцога в 1950 году на Аннапурна I.
- разведывательная Э. Шиптона в 1951 году, подтвердившая вывод У. Тилмана, на основе изучения ледопада Кхумбу, о возможности восхождения на Эверест с юга.

В 1935 г. непальскими студентами в Индии была создана революционная подпольная организация Непал праджа паришад. В 1940 году правительству удалось раскрыть план заговорщиков, четверо были казнены, 38 человек получили различные сроки заключения.
Во время Второй мировой войны в военных действиях в составе британской армии приняло участие 250 280 непальцев.
После аннексии Тибета Китаем в 1950 году поток тибетских беженцев хлынул в Непал. Под руководством харизматического лидера Бишвешвара Прасада Койралы (непальск. विश्वेश्वरप्रसाद कोइराला, англ. Bishweshwar Prasad Koirala, BP Koirala) и при поддержке правящей в Индии партии Индийский Национальный Конгресс (ИНК) была создана первая политическая партия Непала — Непальский Национальный Конгресс (ННК), причём в неё вступили даже несколько членов семьи Рана.

## Восстановление власти династии Шах
В 1951 году силы ННК захватили бо́льшую часть Тераев и сформировали Временное правительство в пограничном с Индией городке Бирганж, тем временем как в конце 1950 года король Трибхуван бежал в Индию через её посольство. Не сумев одержать военную победу над режимом Рана руками ННК, Индия навязала сторонам план королевского коалиционного правительства, которое покончило с самоизоляцией страны.
В мае 1953 года Джон Ханта совершил первовосхождение на Эверест.
После смерти в 1955 году короля Трибхувана (его именем назван международный аэропорт Катманду) его сын Махендра провозгласил новую конституцию. 15 мая 1958 года — 27 мая 1959 года переходное правительство Субарны Шамшера. В 1959 году на первых всеобщих выборах триумфально победил ННК и Бишешвар Прасад Койрала был назначен премьер-министром. Вскоре небывалый размах коррупции привёл к народным волнениям, и в 1960 году король арестовал всех членов правительства, запретил политические партии и установил режим личной диктатуры.
В 1962 году король Махендра установил в Непале систему «панчаята» или пяти институтов власти:
1. местные панчаяты, органы местного самоуправления;
2. региональные панчаяты выборных от местных панчаятов;
3. Национальный панчаят из 19 выборных от региональных панчаятов и 16 членов, назначенных королём;
4. правительство
5. король

Король представлял Национальному панчаяту кандидатуры премьер-министра и министров.
Сын и преемник Махендры Бирендра, получивший блестящее образование в Итоне и Гарварде, правил с 1972 года. Замедление темпов развития, растущая коррупция и рост цен вновь привели к народным волнениям, наиболее мощным из которых было Восстание в Непале (1979). Король Бирендре вынужден был провести референдум о введении парламентской системы и снятии запрета деятельности политических партий. Лидеру ННК Б. П. Койрале, который с 1960 года находился то в тюрьме, то в добровольном изгнании, было разрешено вести агитацию. Однако Непальский референдум по правительственной системе (1980) неожиданно дал 55 % голосов за сохранение системы панчаятов.
Тем не менее, король Бирендра решил, что законодательная ветвь власти должна быть избрана на пятилетний срок, а затем должны быть проведены выборы премьер-министра. Вместе с тем, король оставлял за собой право назначить 20 % состава законодательного органа, а также установил, что все кандидаты должны быть членами 6 утверждённых правительством организаций, причём после избрания они должны были обязаться представлять не свою организацию, а самих себя. Первые выборы по этой системе были проведены в 1981.
Эта промежуточная между панчаятами и многопартийной демократией система просуществовала до 1990 года, когда страна из-за торговых споров с Индией и введением последней фактической блокады вновь была ввергнута в серьёзный кризис. Неспособность правительства разрешить этот кризис привели к массовым выступлениям протеста, которые были подавлены с использованием военной силы, что привело к многочисленным жертвам. В результате, в своём выступлении по радио в апреле 1990 года король Бирендра объявил о снятии запрета на деятельность политических партий и о своём согласии на роль конституционного монарха. В 1991 году были проведены первые выборы на многопартийной основе, в которых ННК (символ — дерево) одержал победу (110 мест из 205) над коммунистами (символ — солнце, 69 мест).
Правящая партия и правительство лидера правого крыла ННК Г. П. Коиралы стала осуществлять реформы в экономике. Прежде всего, был снят контроль за ценами на основные продукты питания, включая рис, для стимулирования их производства. Затем, был принят ряд мер по развитию иностранного туризма и введена свободная котировка национальной валюты (непальской рупии), что нанесло существенный удар по чёрному рынку.
В обстановке массовых беспорядков на досрочных выборах в 1994 году победила Коммунистическая партия Непала (объединённая марксистско-ленинская) под руководством Ман Мохан Адхикари. После его отставки в сентябре 1995 года к власти пришла трёхпартийная коалиция из ННК, правой партии Растрия Праджатантра и проиндийской партии Непал Сабдхавана.

## Гражданская война 1996—2006 гг. и Апрельская революция
В 1994 году на базе Центра единства — одной из фракций Коммунистической партии Непала была образована Коммунистическая партия Непала (маоистская) во главе с товарищем Прачандой. Прошедший в марте 1995 года 3 пленум партии принял решение о развёртывании вооружённой борьбы против королевской власти. Коммунистическая партия Непала (маоистская) предъявила власти свои шесть требований: 1) изгнание иностранного капитала из национальной индустрии, 2) конфискация земли у помещиков и передача её крестьянам, 3) признание прав этнических меньшинств на автономию, 4) равенство всех языков, 5) представительство далитов — неприкасаемых и женщин в органах власти, 6) ликвидация кастового неравенства.
С 1996 года маоистская оппозиция приступила к массовому террору, и в Непале началась гражданская война. Четыре дистрикта (Ролпа, Рукум, Джагархот и Каликот) попали под полный контроль маоистов. Вылазки боевиков достигли столицы Катманду. Правительство столкнулось с растущими проблемами, главной из которых стала высокая коррупция чиновников, с которой оно не в силах было справиться. Время от времени страна переживала серьёзные кризисы, связанные с разрухой и голодом на удалённых территориях. Высокий наплыв зарубежных туристов, который был в середине 1990-х годов, стал сокращаться, и к 2005 году упал в десять раз, что ещё больше ударило по экономике Непала.
1 июня 2001 наследный принц Дипендра на традиционном обеде, посвящённом встрече всей королевской семьи, расстрелял всех присутствующих, а потом застрелился сам. При этом погиб король Бирендра и почти все члены фамилии. Дипендра формально пробыл королём ещё три дня, находясь в коматозном состоянии, а потом на трон вступил его дядя Гьянендра, который находился тогда в городе Похара. На фоне гражданской войны и восстания маоистов эти события привели к дальнейшей нестабильности. Причиной трагедии явилась то, что Дипендра был с 1990 года в любовной связи с Девиани Рана, с которой он познакомился во время учёбы в Лондоне. Традиционно, род непальских аристократов Рана до 1951 года давал потомственных премьер-министров страны и являлся конкурентом королевского рода на власть в Непале, и королевская семья была категорически против этой женитьбы. Однако, по стране поползли слухи, что, якобы, Гьянендра был причастен к трагедии. В связи с этим и без того крайне непопулярный король Гьянендра с первого дня своего правления испытывал особое недоверие населения.
В июле 2001 года повстанцы-маоисты провели одну из своих самых успешных атак на правительственные силы Непала. 72 офицера полиции были взяты в плен. В апреле 2002 года экстремисты перешли к бомбовому террору, от которого гибли, в основном, случайные люди — мирные жители. В ряде административных центров, и в том числе в Катманду, в то время практически ежедневно совершались нападения на армейские и полицейские подразделения, административные учреждения и объекты инфраструктуры.
Несколько раз правительство заключало перемирие с маоистскими повстанцами (в августе 2001 г., в январе 2003 г.). Однако каждый раз перемирие оказывалось сорванным и гражданская война продолжалась. 27 августа 2003 года боевики запрещённой Коммунистической партии Непала (маоистской) возобновили вооружённые атаки на полицию после провала мирных переговоров с правительством. За ночь маоисты предприняли несколько нападений на полицейские блокпосты в юго-восточных районах страны. 13 октября отряд из тысячи боевиков Маоистской партии попытался взять штурмом центр подготовки полиции в Бхалуванге. Атака была отбита.
Пытаясь стабилизировать обстановку, Гьянендра прибегал к ряду непопулярных мер, вплоть до запрета политических партий и роспуска правительства, перемежая активные военные действия против маоистов с переговорами. Между тем маоисты стали контролировать значительную часть территории Непала, хотя правительственные войска прочно удерживали долину Катманду, окрестности Покхары, наиболее населённую часть тераев и районы основных туристских маршрутов в окрестности Эвереста и Аннапурны.
Повсюду на дорогах Непала были вооружённые патрули, которые пытались выявить маоистов. Временами маоистам удавалось парализовать движение в стране. Правительство перешло к применению авиации для бомбардировок с воздуха партизанских районов, а маоисты — к использованию терактов.
Хотя маоисты заявили о своей нейтральности по отношению к иностранцам, и о том, что они обеспечивают охрану туристов, попавших в контролируемые маоистами регионы, туризм в Непале значительно упал, и были известны случаи, когда туристы попадали в инциденты, подвергались грабежу или подвергались обстрелу, отчего многие страны стали рекомендовать своим гражданам не посещать Непал.
В августе 2004 года боевики Коммунистической партии Непала (маоистской) блокировали все пути к столице страны, нарушив снабжение города продовольствием, нефтепродуктами и товарами первой необходимости. Взяв в осаду Катманду, маоисты продемонстрировали правительству свою силу.
Недовольство продолжающейся гражданской войной в стране нарастало во всех слоях населения. 26 декабря 2004 года в непальской столице Катманду 15 тысяч человек приняли участие в демонстрации за мир.
1 февраля 2005 года в Непале произошёл государственный переворот. Король ввёл в столицу армию, отправил в отставку правительство и объявил о взятии всей власти в свои руки, лично возглавив правительство. Было объявлено, что правительство не смогло решить маоистскую проблему и сам король берёт решение этого вопроса на себя. В том же месяце король распустил парламент. Члены распущенного правительства, включая экс-премьера Шера Бахадура Деубу, были помещены под домашний арест. Некоторых министров отправили в тюрьму. Также были арестованы ведущие политики страны — президент Непальского конгресса Гириджа Прасад Коирала и генеральный секретарь ЦК Коммунистической партии Непала (объединённой марксистско-ленинской) Мадхав Кумар Непал. В стране ввели цензуру. Переворот резко обострил политическую ситуацию в стране. Против действий короля выступили все политические силы. Партизаны Коммунистической партии Непала (маоистской) активизировали свои вылазки. 9 августа 2005 года маоистские партизаны совершили крупную операцию в западной части страны и убили 70 сотрудников безопасности.
По причине авторитарных мер со стороны короля, ведущие политические партии вступили в союз с маоистами.
Этому предшествовали массовые протесты по всей стране, вылившиеся в апреле 2006 года в Антимонархическую демократическую революцию, главной движущей силой которой стала Коммунистическая партия Непала (объединённая марксистско-ленинская). Под руководством Коммунистической партии Непала в стране началась всеобщая забастовка. Коммунисты в борьбе за власть перешли от парламентских методов к «уличным действиям»: митингам и забастовкам. 3 апреля оппозиционные партии провели массовые акции протеста в столице с требованием освободить 751 арестованного. В ответ власти ввели в Катманду комендантский час. 6 апреля по всему Непалу прошло более сотни демонстраций, в Катманду — 16 демонстраций. Полиция разогнала демонстрантов, провела задержания лидеров оппозиционных партий и активистов студенческого движения. 8 апреля власти запретили передвижение в Катманду и прилегающих районах и отдали приказ открывать огонь по нарушителям. В стране была отключена мобильная связь. 9 апреля в Катманду и других городах тысячи сторонников оппозиции, несмотря на запрет властей, вышли на манифестации. Король Гьянендра принял решение применить против манифестантов правительственные войска. Полицейские открыли по оппозиционерам стрельбу резиновыми пулями и применили слезоточивый газ. Десятки человек были задержаны полицией. В городе Покхара полиция застрелила одного манифестанта и задержала более сотни участников демонстраций. В городе Нараянгат войска ранили трёх человек. Женщина от полученных ран скончалась в больнице. 10 апреля оппозиционные партии объявили о продлении всеобщей забастовки. Власти в ответ продлили действие комендантского часа. 11 апреля в Катманду в столкновениях с полицией десятки человек были ранены. В Покхаре полицейские открыли по манифестантам огонь резиновыми пулями. 12 апреля в столице полиция разогнала митинг журналистов и задержала 29 человек. В Навал-Параси войска убили одного демонстранта и ранили 13 человек. 14 апреля король Гьянендра пошёл на уступки митингующим и пообещал провести парламентские выборы. Однако эти обещания уже не смогли успокоить народ Непала. Массовые волнения продолжились. 16 апреля в пригороде Катманду полиция открыла огонь по демонстрантам и пустила в ход слезоточивый газ. В ходе разгона демонстрации шесть человек получили ранения. 19 апреля в городе Чандрагадхи полиция открыла огонь по участникам акции протеста, в результате чего четыре человека были убиты и десятки ранены. Власти Непала под давлением митингующих освободили из тюрьмы лидера Коммунистической партии Непала (объединённой марксистско-ленинской) Мадхава Кумара Непала и члена Непальского конгресса Рама Пуделя.
После выхода из тюрьмы лидера коммунистов Мадхава Кумара Непала революционные события достигли своей кульминации. 20 апреля в Катманду прошла стотысячная демонстрация и митинг, на котором выступил лидер коммунистов Мадхав Кумар Непал. Полиция применила сначала резиновые, а потом боевые пули. Три демонстранта были убиты и сорок ранены. Многотысячная демонстрация прошла в городе Бактапур. 21 апреля на улицы Катманду вышло более ста тысяч демонстрантов под красными флагами. При подавлении волнений полиция убила десять участников акции и десятки получили ранения. Король Непала Гьянендра заявил, что готов провести демократические преобразования. Оппозиция потребовала передать власть Временному народному правительству. В столичном районе Гангбу Гоан при разгоне демонстрации полицейскими погибли пятеро и десятки ранены. 22 апреля полиция снова расстреляла демонстрацию в Катманду. Участники акции протеста попытались прорваться к королевскому дворцу. Полиция применила к демонстрантам силу. Ранения получили не менее ста пятидесяти человек. На манифестации также вышли жители других городов Непала. Король Гьянендра вновь пошёл на уступки и выдвинул политическим партиям предложение сформировать новое переходное правительство. Генеральный секретарь ЦК Коммунистической партии Непала (объединённой марксистско-ленинской) Мадхав Кумар Непал отверг инициативу короля как недостаточную уступку. Компания протестов продолжилась по всей стране. Несмотря на режим комендантского часа, десятки тысяч сторонников Коммунистической партии вновь вышли на улицы крупнейших городов Непала с требованием проведения выборов в Конституционную ассамблею, которая может законодательным путём ограничить власть короля. Непальский народ выступил против монархии в целом. 22 апреля протестующие прорвались в центр Катманду. Главными участниками демонстраций в столице стали студенты, которые выразили недовольство действиями полиции при разгоне предыдущих митингов. В столичном Ратна Парке состоялась сидячая забастовка, в которой приняли участие президент Непальского конгресса Гириджа Прасад Коирала и генеральный секретарь ЦК Коммунистической партии Непала (объединённой марксистско-ленинской) Мадхав Кумар Непал. 23 апреля волнения продолжились по всей стране. Только в этот день в госпитали поступили двести сорок шесть раненых. 24 апреля в результате столкновений в Катманду между демонстрантами и силами правопорядка были ранены семь человек.
В итоге король Гьянендра вынужден был уступить народному движению. 24 апреля в своём обращении к нации он пообещал провести демократические реформы и передать власть народу. Главным было передать контроль над армией от короля правительству. Как только это произошло, Гьянендра больше не смог влиять на политические решения в своей стране. 25 апреля Гьянендра возобновил деятельность распущенного им парламента. 27 апреля лидер Непальского конгресса 84-летний Гириджа Прасад Коирала был назначен новым главой правительства страны. В тот же день маоисты объявили о трёхмесячном перемирии. В новое правительство вошли семь представителей оппозиционных партий — четыре от Непальского конгресса и по одному человеку от Коммунистической партии Непала (маоистской), Демократического конгресса и Объединённого левого фронта. Народная революция в Непале победила.
Свержение монархии открыло путь к национальному примирению и позволило политическим партиям завершить гражданскую войну.
Новый кабинет выпустил многих повстанцев из тюрем и снял с них обвинения в терроризме. Непальские маоисты, со своей стороны, объявили о прекращении блокады Катманду и нескольких других основных городов. 11 июля парламент Непала лишил короля Гьянендру права накладывать вето на законы и законопроекты. За месяц до этого депутаты единодушно отобрали у короля должность верховного главнокомандующего армией, лишили иммунитета (отныне его можно отдать под суд), а также обязали платить налоги. Кроме того, депутаты постановили отныне считать Непал — единственное в мире полностью индуистское королевство — «светским государством», отобрав таким образом у Гьянендры титул инкарнации Вишну. 16 июня премьер-министр Непала Гириджа Прасад Коирала лично встретился с лидером повстанцев Прачандой и провёл переговоры о заключению мира. Было принято решение распустить парламент и сформировать временную администрацию, в которую войдут представители Коммунистической партии Непала (маоистской).
21 ноября 2006 года правительство из семи партий заключило мир с маоистами, объявив о завершении гражданской войны.
14 января 2007 года парламент принял временную конституцию, по которой король лишился статуса главы государства и властные функции были переданы премьер-министру. При этом маоисты получили места в парламенте и в кабинете министров, а вооружённые отряды обязаны были сдать оружие.
28 декабря 2007 года временный парламент провозгласил Непал демократической федеративной республикой Решение подлежало утверждению Конституционной Ассамблеи, выборы которой были запланированы на середину апреля 2008 года, а до тех пор королю Непала Гьянендра Бир Бикрам Шах Дев, лишённому реальной власти, было разрешено по-прежнему жить во дворце.

## Период республики 2008—2018 гг.: правление коммунистов и Непальского конгресса
В апреле 2008 года состоялись выборы в Конституционное собрание. Победу на них одержала Коммунистическая партия Непала (маоистская), получив 229 депутатских мест из 601. Непальский конгресс занял второе место — 115 депутатских мест. На третьем месте оказалась Коммунистическая партия Непала (объединённая марксистско-ленинская) — 108 мест, также выступившая за упразднение монархии и провозглашение республики. 28 мая 2008 года в ходе заседания незадолго до того избранной ассамблеи прошло окончательное голосование об отмене монархии в Непале. Дни 28—30 мая объявлены официальными праздничными днями в ознаменование отмены монархии и установления республики.
19-21 июля 2008 года в Непале впервые прошли президентские выборы, на которых первым президентом был избран представитель Непальского конгресса Рам Баран Ядав, вице-президентом был избран Пармананд Джа — представитель Форума за права народа мадхеси.
В августе 2008 года правительство возглавил лидер Коммунистической партии Непала (маоистской) Пушпа Камал Дахал. С этого времени ведущие позиции в стране заняли коммунисты из двух партий — Коммунистической партии Непала (объединённой марксистско-ленинской) и Коммунистической партии Непала (маоистской). Представители этих партий поочерёдно возглавляют правительства и входят в правительственные коалиции. Третьей силой стал Непальский конгресс — традиционная непальская партия.
В мае 2009 года в Непале разразился острый политический кризис, связанный с конфликтом недавних соперников в Гражданской войне — маоистов и армии. Глава Вооружённых сил страны Рукмадунг Катавал отказался интегрировать вчерашних противников — 19 тысяч боевиков-маоистов в армию и восстановил восемь генералов, отправленных правительством на пенсию в рамках реформирования армии, в должностях. 3 мая глава правительства Пушпа Камал Дахал отправил Рукмадунга Катавала в отставку. Президент Непала Рам Баран Ядав не принял отставку главы Вооружённых сил и в конфликте поддержал армию. Катавал привёл Вооружённые силы в полную боевую готовность. Аналогичные меры предприняли и маоисты. Страна вновь оказалась на грани гражданской войны. Коммунистическая партия Непала (объединённая марксистско-ленинская) оказала поддержку президенту и вышла из коалиции с маоистами. Третий участник правительственной коалиции — Форум за права народа мадхеси — также поддержал действия президента. Коммунистическая партия Непала (маоистская) оказалась в изоляции. 4 мая глава правительства Пушпа Камал Дахал ушёл в отставку. 23 мая новым главой правительства был избран Мадхав Кумар Непал — в прошлом лидер Коммунистической партии Непала (объединённой марксистско-ленинской). Избрание произошло несмотря на противодействия депутатов-маоистов, которые 18 мая захватили парламент, блокируя голосование за кандидатуру Мадхава Кумара Непала.
Маоисты перешли к акциям гражданского неповиновения. В столице еженедельно проходили демонстрации маоистских активистов и столкновения с полицией. В Катманду были введены армейские подразделения. В ноябре 2009 года маоисты захватили основные контрольно-пропускные пункты в столице и блокировали пять ведущих к ней дорог. В декабре маоисты заняли центральную площадь Катманду и объявили о создании «независимого автономного государства». Компартия Непала (маоистская) объявила о начале реализации программы по созданию «параллельного правительства». В мае 2010 года началась общенациональная забастовка. На фоне непрекращающегося кризиса 30 июня 2010 года премьер-министр Непала Мадхав Кумар Непал подал в отставку. Прошло в парламенте 16 голосований по новой кандидатуре, но выбрать нового главу правительства не удалось из-за противодействий маоистов. Лишь 3 февраля 2011 года новым премьер-министром был избран председатель Коммунистической партии Непала (объединённой марксистско-ленинской) Джала Натх Кханал. Это стало возможным после того, как его кандидатуру поддержали маоисты. Затяжной правительственный кризис был преодолён. Необходимость дописать конституцию, открыть путь для принятия в состав непальской армии партизан-маоистов и учесть пожелания национальных меньшинств стали основными задачами нового правительства. Однако соглашения по этим ключевым вопросам непальской политики правительству Джала Натх Кханала достичь не удалось.
14 августа 2011 года премьер-министр страны Джала Натх Кханал подал в отставку в связи с тем, что не смог прийти к соглашению с парламентскими партиями по вопросу о внесении изменений в конституцию страны.
28 августа 2011 года новым премьер-министром Непала был избран Бабурам Бхаттараи, в прошлом партизанский командир, заместитель председателя Коммунистической партии Непала (маоистской), член политбюро партии. В ноябре 2011 года было подписано мирное соглашение, по которому была решена судьба 19 тысяч бывших боевиков-маоистов. Треть из бывших боевиков была включена в состав сил безопасности. Для тех, кто не пожелал войти в состав этих сил, была предусмотрена выплата денежных средств в размере от 500 до 800 тысяч непальских рупий. Соглашение предусматривало создание Многопартийного комитета, которому бывшие боевики должны были сдать оружие, а также возвращение захваченных маоистами земель прежним владельцам. Соглашение поставило точку в десятилетней гражданской войне 1996—2006 гг.
12 мая 2012 года Бабурам Бхаттараи объявил о роспуске Учредительного собрания, которое не справилось со своей основной задачей по подготовке проекта конституции. В январе 2013 года представители девяти оппозиционных партий вышли на улицы Катманду с требованием, чтобы Бабурам Бахаттараи освободил пост премьер-министра и открыл путь для создания правительства национального единства. 14 марта 2013 года Бабурам Бхаттараи подал в отставку. Председатель Верховного суда Непала Хил Радж Регми возглавил Временное правительство, главной задачей которого стала подготовка и проведение в ноябре выборов в Учредительное собрание.
В ноябре 2013 года в Непале прошли выборы в Учредительное собрание. Победу одержал Непальский конгресс, получив по итогам выборов 196 депутатских мест. На втором месте оказалась Коммунистическая партия Непала (объединённая марксистско-ленинская) — 175 мест, третьем — Объединённая Коммунистическая партия Непала (маоистская) — 80 мест. 10 февраля 2014 года новым премьер-министром был избран лидер победившей на выборах партии — Непальского конгресса Сушил Коирала. Основной задачей нового правительства стала разработка и принятие новой конституции.
20 сентября 2015 года была принята новая конституция, которая провозгласила Непал светским государством с федеральным территориальным устройством, состоящим из семи федеральных провинций, каждая из которых имеет свой законодательный орган и главного министра. В стране прошли акции протеста народностей мадхеси и тхару, которые посчитали что новая конституция ограничивает в правах их автономии. 10 октября 2015 года, не в силах справиться с акциями протеста малых народностей, премьер-министр Сушил Коирала подал президенту прошение об отставке.
Новую коалицию сформировали две ведущие политические партии — Коммунистическая партия Непала (объединённая марксистско-ленинская) и Объединённая Коммунистическая партия Непала (маоистская). Представители Коммунистической партии Непала (объединённой марксистско-ленинской) получили ключевые посты президента и премьер-министра, представители Объединённой Коммунистической партии Непала (маоистской) заняли посты вице-президента и председателя парламента. 11 октября председатель Коммунистической партии Непала (объединённой марксистско-ленинской) Кхадга Прасад Шарма Оли был избран новым премьер-министром и приступил к формированию коалиционного правительства. Ему оказали поддержку 13 партий: Объединённая Коммунистическая партия Непала (маоистская), Национально-демократическая партия, Коммунистическая партия Непала (марксистско-ленинская), Рабоче-Крестьянская партия, Национальный народный фронт, Социалистическая народная партия, Демократический форум прав мадхеси и другие. 16 октября спикером парламента была избрана Онсари Гхарти Магар, член Объединённой Коммунистической партии Непала (маоистской), в прошлом активная участница гражданской войны, партизанка. 29 октября 2015 года заместитель председателя Коммунистической партии Непала (объединённой марксистско-ленинской) Бидхья Деви Бхандари была избрана президентом Непала. 31 октября вице-президентом был избран Нанда Кишор Пун, во время гражданской войны главнокомандующий Народно-освободительной армии, член Политбюро Объединённой Коммунистической партии Непала (маоистской).
В ноябре в Непале прошли выступления этнических индийцев и мадхеси, недовольных новой конституцией, которые нередко перерастали в столкновения с полицией.
В июле 2016 года Коммунистическая партия Непала (Маоистский центр) вышла из коалиции с Коммунистической партией Непала (объединённой марксистско-ленинской), объединилась с главной оппозиционной партией Непальским конгрессом и вынесла в парламенте вотум недоверия правительству в связи с невыполнением обещаний Коммунистической партией Непала (объединённой марксистско-ленинской) по разделу сфер влияния в политике страны. 24 июля лидер Коммунистической партии Непала (объединённой марксистско-ленинской) Кхадга Прасад Шарма Оли подал в отставку с поста премьер-министра. 3 августа 2016 года парламент Непала избрал новым главой правительства лидера Коммунистической партии Непала (Маоистский центр) Пушпу Камала Дахала. Ему поддержку оказали однопартийцы, Непальский конгресс и Объединённый демократический форум мадхеси. В новое правительство вошли представители Коммунистической партии Непала (Маоистский центр) и Непальского конгресса. 31 мая 2017 года Пушпа Камал Дахал по предварительной договорённости подал в отставку с поста премьер-министра, уступив этот пост лидеру Непальского конгресса — второму участнику правительственной коалиции. 7 июня премьер-министром стал председатель Непальского конгресса Шер Бахадур Деуба.

## Землетрясение 2015 года
В Катманду весной 2015 года было землетрясение. Многие постройки разрушились, кроме дворца Кумари.

## СовременныйНепал(с 2018 года)
В ноябре 2017 — феврале 2018 года в Непале прошли парламентские выборы в обе палаты парламента: нижнюю Палату Представителей и верхнюю палату Национальную ассамблею, на которых убедительную победу одержала Коммунистическая партия Непала (объединённая марксистско-ленинская). Это позволило коммунистам двух партий (Коммунистической партии Непала (объединённой марксистско-ленинской) и Коммунистической партии Непала (Маоистский Центр) сформировать левую коалицию. После выборов премьер-министр Непала Шер Бахадур Деуба подал в отставку. 15 февраля 2018 года председатель Коммунистической партии Непала (объединённой марксистско-ленинской) Кхадга Прасад Шарма Оли второй раз стал премьер-министром, возглавив в союзе с Коммунистической партией Непала (Маоистский Центр) левое правительство.
13 марта 2018 года в Непале прошли президентские выборы, на которых второй раз главой страны была избрана Бидхья Деви Бхандари, заместитель председателя Коммунистической партии Непала (объединённой марксистско-ленинской) .
17 мая 2018 года произошло историческое событие — две Коммунистические партии — Коммунистическая партия Непала (объединённая марксистско-ленинская) и Коммунистическая партия Непала (Маоистский Центр) объединились и образовалась единая Непальская Коммунистическая партия, сразу ставшая ведущей политической силой непальского общества. Партию возглавили два сопредседателя Кхадга Прасад Шарма Оли и Пушпа Камал Дахал.
В июле 2021 года в Непале произошла смена власти. Правительство возглавил глава Непальского конгресса Шер Бахадур Деуба - представитель оппозиции.